# روزی که دنیا از حرکت ایستاد (فیلم ۲۰۰۸)
روزی که دنیا از حرکت ایستاد (The Day the Earth Stood Still) محصول سال ۲۰۰۸ فیلمی است علمی تخیلی و بازسازی فیلمی به همین نام که ساخته ۱۹۵۱ میلادی است، به کارگردانی اسکات دریکسون از کشورهای آمریکا، کانادا و استرالیا می‌باشد.

## داستان
زمان سال ۱۹۲۸ است و در کوه‌های برف‌پوش قره‌قوم در هندوستان کوهنوردی با گویی درخشان برخورد کرده و بعد از تماس دستش با آن از هوش می‌رود. زمانی که به هوش می‌آید، گوی ناپدید شده و زخمی بر روی دست وی باقی مانده‌است.
زمان حال: دکتر هلن بنسن استاد دانشگاه پرینستون و تعدادی دانشمند دیگر به سرعت توسط مأموران امنیتی گردآوری می‌شوند. هدف از این کار طراحی نقشه‌ای برای نجات انسان‌ها از برخورد با جسمی است که با سرعتی معادل سی هزار کیلومتر بر ثانیه به سوی زمین نزدیک می‌شود و در کمتر از هشتاد دقیقه به منطقه منهتن نیویورک اصابت خواهد کرد.
زمان کم است و کاری از دست دانشمندان ساخته نیست. دانشمندها به همراه گروهی از مأموران دولت سوار بالگردها شده و منتظر برخورد می‌مانند. شیئی ناشناس در ساعت مقرر به منهتن نزدیک شده، اما به آرامی در پارک مرکزی نیویورک فرود می‌آید. دانشمندان که دریافته‌اند این شیئی -گویی درخشان و عظیم- بشقاب پرنده‌ای سرنشین‌دار است، با حضور در آنجا سعی در شناسایی و تماس با سرنشینان آن می‌کنند. بیگانه‌ای از گوی خارج می‌شود و برخوردی آشتی‌آمیز دارد، اما شلیک عجولانه یک سرباز و زخمی شدنش پایانی ناخوش به این ابراز دوستی می‌دهد. به دنبال این رخداد روباتی غول‌پیکر به نام گورت از گوی خارج شده و تمام سلاح‌ها را از کار می‌اندازد.
مأموران نیز آدم فضایی زخمی را به بیمارستان منتقل کرده و شروع به مداوای او می‌کنند. اما در میانه جراحی بدن، این فرد بیگانه شروع به پوست اندازی کرده و فردی شبیه به انسان و با قیافه کوهنورد هشت دهه پیش ظاهر می‌شود. وزیر دفاع رجینا جکسون تصمیم می‌گیرد وی را که کلاتو نامیده می‌شود، مورد بازجویی قرار دهد. کاری که بنسون و دیگر دانشمندان مخالف آن هستند. گورت به آزمایشگاهی زیرزمینی منتقل می‌شود تا آزمایش‌هایی بر روی آن صورت بگیرد. هم‌زمان اصرار جکسون مبنی بر شروع بازجویی سبب می‌شود تا کلاتو با کشتن بازجو و بسیاری از مأموران گریخته و به نزد دکتر بنسون و پسرخوانده‌اش جیکاب پناه ببرد. کلاتو از بنسون کمک می‌خواهد و به او می‌گوید که برای انجام مأموریتی به زمین آمده‌است. چون نوع بشر در حال نابودی محیط زیست خویش است و موجودات هوشمند کهکشان تصمیم گرفته‌اند یا زمین باید نابود شود یا زمینی‌ها…